# Runolistak
Runolistak (Smilika, lat. Gnaphalium), rod trajnica i jednogodišnjeg raslinja iz porodice glavočika smješten u tribus Gnaphalieae. Rod je rasprostranjen po svim kontinentima. Mnoge vrste nekada uključivane u ovaj rod danas se smatra da pripadaju drugim rodovima.
Močvarni bjelolistić ili grančikasta runolistka (Gnaphalium uliginosum, sin. Filaginella uliginosa) nekada je uključivan u u rod bjelolistić ili Filaginella, sinonim za Gnaphalium.

## Vrste
1. Gnaphalium alpigenum F.Muell. ex Hook.f.
2. Gnaphalium andicola Phil.
3. Gnaphalium austroafricanum Hilliard
4. Gnaphalium capense Hilliard
5. Gnaphalium chiliastrum (Mattf.) P.Royen
6. Gnaphalium chimborazense Hieron.
7. Gnaphalium clemensiae Mattf.
8. Gnaphalium confine Harv.
9. Gnaphalium declinatum L.f.
10. Gnaphalium demidium (O.Hoffm.) Hilliard & B.L.Burtt
11. Gnaphalium diamantinense Paul G.Wilson
12. Gnaphalium diminutivum Phil.
13. Gnaphalium ecuadorense Hieron.
14. Gnaphalium englerianum (O.Hoffm.) Hilliard & B.L.Burtt
15. Gnaphalium exilifolium A.Nelson
16. Gnaphalium filagopsis Hilliard & B.L.Burtt
17. Gnaphalium flaccidum Kurz ex C.B.Clarke
18. Gnaphalium flavocephalum G.L.Nesom
19. Gnaphalium genevoisi Emb.
20. Gnaphalium gnaphalodes (DC.) Hilliard & B.L.Burtt
21. Gnaphalium griquense Hilliard & B.L.Burtt
22. Gnaphalium heleios P.Royen
23. Gnaphalium hintoniorum G.L.Nesom
24. Gnaphalium indutum Hook.f.
25. Gnaphalium limicola Hilliard
26. Gnaphalium lycopodium Pers.
27. Gnaphalium maclovianum Gand.
28. Gnaphalium magellanicum Sch.Bip.
29. Gnaphalium nelsonii Burtt Davy
30. Gnaphalium palustre Nutt.
31. Gnaphalium pauciflorum DC.
32. Gnaphalium phaeolepis Phil.
33. Gnaphalium pilulare Wahlenb.
34. Gnaphalium polium Wedd.
35. Gnaphalium polycaulon Pers.
36. Gnaphalium pseudohelichrysum Reiche
37. Gnaphalium puberulum DC.
38. Gnaphalium rosillense Urb.
39. Gnaphalium rossicum Kirp.
40. Gnaphalium rosulatum S.Moore
41. Gnaphalium sepositum Benoist
42. Gnaphalium simii (Bolus) Hilliard & B.L.Burtt
43. Gnaphalium sodiroi Hieron.
44. Gnaphalium stewartii C.B.Clarke ex Hook.f.
45. Gnaphalium thouarsii Spreng.
46. Gnaphalium uliginosum L.
47. Gnaphalium unionis Sch.Bip. ex Hochst.

The Plant List:
1. Gnaphalium acutiusculum Urb. & Ekman
2. Gnaphalium adnatum Wall. ex DC.
3. Gnaphalium alatocaule D.L.Nash
4. Gnaphalium albescens Sw.
5. Gnaphalium aldunateoides J.Rémy
6. Gnaphalium americanum Mill.
7. Gnaphalium andicola Phil.
8. Gnaphalium antennarioides DC.
9. Gnaphalium antillanum Urb.
10. Gnaphalium attenuatum DC.
11. Gnaphalium austroafricanum Hilliard
12. Gnaphalium badium Wedd.
13. Gnaphalium baicalense Kirp. & Kuprian. ex Kirp.
14. Gnaphalium baicalensis Kirp.
15. Gnaphalium cabrerae S.E.Freire
16. Gnaphalium calviceps Fernald
17. Gnaphalium capense Hilliard
18. Gnaphalium caucasicum Sommier & Levier
19. Gnaphalium cheiranthifolium Bertero ex Lam.
20. Gnaphalium chimborazense Hieron.
21. Gnaphalium chrysocephalum Franch.
22. Gnaphalium clemensiae Mattf.
23. Gnaphalium coarctatum Willd.
24. Gnaphalium confine Harv.
25. Gnaphalium coquimbense Phil.
26. Gnaphalium crispatulum Delile
27. Gnaphalium cymatoides Kunze ex DC.
28. Gnaphalium decipiens DC.
29. Gnaphalium declinatum L.f.
30. Gnaphalium demidium (O.Hoffm.) Hilliard & B.L.Burtt
31. Gnaphalium diamantinense Paul G.Wilson
32. Gnaphalium diminutivum Phil.
33. Gnaphalium diminutum Braun-Blanq.
34. Gnaphalium dombeyanum DC.
35. Gnaphalium domingense Lam.
36. Gnaphalium dysodes Spreng.
37. Gnaphalium ecuadorense Hieron.
38. Gnaphalium englerianum (O.Hoffm.) Hilliard & B.L.Burtt
39. Gnaphalium exilifolium A.Nelson
40. Gnaphalium filagineum DC.
41. Gnaphalium filagopsis Hilliard & B.L.Burtt
42. Gnaphalium flaccidum Kurz ex C.B.Clarke
43. Gnaphalium flavocephalum G.L.Nesom
44. Gnaphalium frigidum Wedd.
45. Gnaphalium gayanum (ex Gay) J.Rémy
46. Gnaphalium genevoisii Emb.
47. Gnaphalium glanduliferum Griseb.
48. Gnaphalium glandulosum (Walp.) Klatt
49. Gnaphalium gnaphalioides (Less.) Kuntze
50. Gnaphalium gnaphalodes (DC.) Hilliard & B.L.Burtt
51. Gnaphalium griquense Hilliard & B.L.Burtt
52. Gnaphalium heleios P.Royen
53. Gnaphalium heterotrichum Phil.
54. Gnaphalium hintoniorum G.L.Nesom
55. Gnaphalium hoppeanum W.D.J.Koch
56. Gnaphalium indutum Hook.f.
57. Gnaphalium jamaicense Urb.
58. Gnaphalium jujuyense (ex Cabrera) Cabrera
59. Gnaphalium kasachstanicum Kirp. & Kuprian. ex Kirp.
60. Gnaphalium lacteum Meyen & Walp.
61. Gnaphalium landbeckii Phil.
62. Gnaphalium lanuginosum Kunth
63. Gnaphalium leontopodium Scop.
64. Gnaphalium leucopeplum Cabrera
65. Gnaphalium leucopilinum Schott & Kotschy ex Boiss.
66. Gnaphalium limicola Hilliard
67. Gnaphalium linearum Cuatrec.
68. Gnaphalium mandshuricum Kirp. & Kuprian. ex Kirp.
69. Gnaphalium melanosphaeroides Sch.Bip. ex Wedd.
70. Gnaphalium meridanum Aristeg.
71. Gnaphalium moelleri Phil.
72. Gnaphalium montevidense Spreng.
73. Gnaphalium nanchuanense Y.Ling & Y.Q.Tseng
74. Gnaphalium nelsonii Burtt Davy
75. Gnaphalium norvegicum Gunnerus
76. Gnaphalium palustre Nutt.
77. Gnaphalium parviflorum Colenso
78. Gnaphalium pauciflorum DC.
79. Gnaphalium pedunculatum Benth. & Hook.f. ex Klatt
80. Gnaphalium pensylvanicum Willd.
81. Gnaphalium perpusillum Phil.
82. Gnaphalium peruvianum Spreng.
83. Gnaphalium phaeolepis Phil.
84. Gnaphalium pichleri Murb.
85. Gnaphalium pilulare Wahlenb.
86. Gnaphalium polium Wedd.
87. Gnaphalium polycaulon Pers.
88. Gnaphalium polycephalum Michx.
89. Gnaphalium portoricense Urb.
90. Gnaphalium pratense Phil.
91. Gnaphalium pseudo-helichrysum Reiche
92. Gnaphalium psilophyllum Meyen & Walp.
93. Gnaphalium pulchrum Steud.
94. Gnaphalium purpureum L.
95. Gnaphalium remyanum Phil.
96. Gnaphalium rhodarum S.F.Blake
97. Gnaphalium robustum Phil.
98. Gnaphalium roeseri Boiss. & Heldr.
99. Gnaphalium roseum (ex H.B.K.) Kunth
100. Gnaphalium rossicum Kirp.
101. Gnaphalium rosulatum S.Moore
102. Gnaphalium ruricola H.S.Pak
103. Gnaphalium schlimii Briq.
104. Gnaphalium simii (Bolus) Hilliard & B.L.Burtt
105. Gnaphalium stagnalis (I.M.Johnst.) Anderb.
106. Gnaphalium stewartii (Holub) C.B.Clarke ex Hook.f.
107. Gnaphalium stolonatum S.F.Blake
108. Gnaphalium subsericeum S.F.Blake
109. Gnaphalium supinum L.
110. Gnaphalium sylvaticum L.
111. Gnaphalium tarapacanum Phil.
112. Gnaphalium thomsonii Hook.f.
113. Gnaphalium tranzschelii Kirp.
114. Gnaphalium uliginosum L.
115. Gnaphalium undulatum L.
116. Gnaphalium unionis Sch.Bip. ex Oliv. & Hiern
117. Gnaphalium ustulatum Nutt.
118. Gnaphalium versatile Rusby
119. Gnaphalium vestitum Thunb.
120. Gnaphalium viravira Molina
121. Gnaphalium viscosum Kunth
122. Gnaphalium yalaense Cabrera